# Église d'Oulujoki
L’église d'Oulujoki (finnois : Oulujoen kirkko) est une église située dans le quartier de Kirkkokangas à Oulu en Finlande,,.

## Description
L'église en bois, dont la construction s'achève en 1908, est conçue par Victor Joachim Sucksdorff.
L'architecture du bâtiment reflète le style national romantique en réaction à la campagne de russification du Grand-duché de Finlande.
L'édifice une longueur de 34 mètres, une largeur de 15 mètres.
La nef a une hauteur de 20 mètres et le clocher de 43 mètres.
La direction des musées de Finlande a classé l'église et son paysage culturel dans les sites culturels construits d'intérêt national.

## Galerie

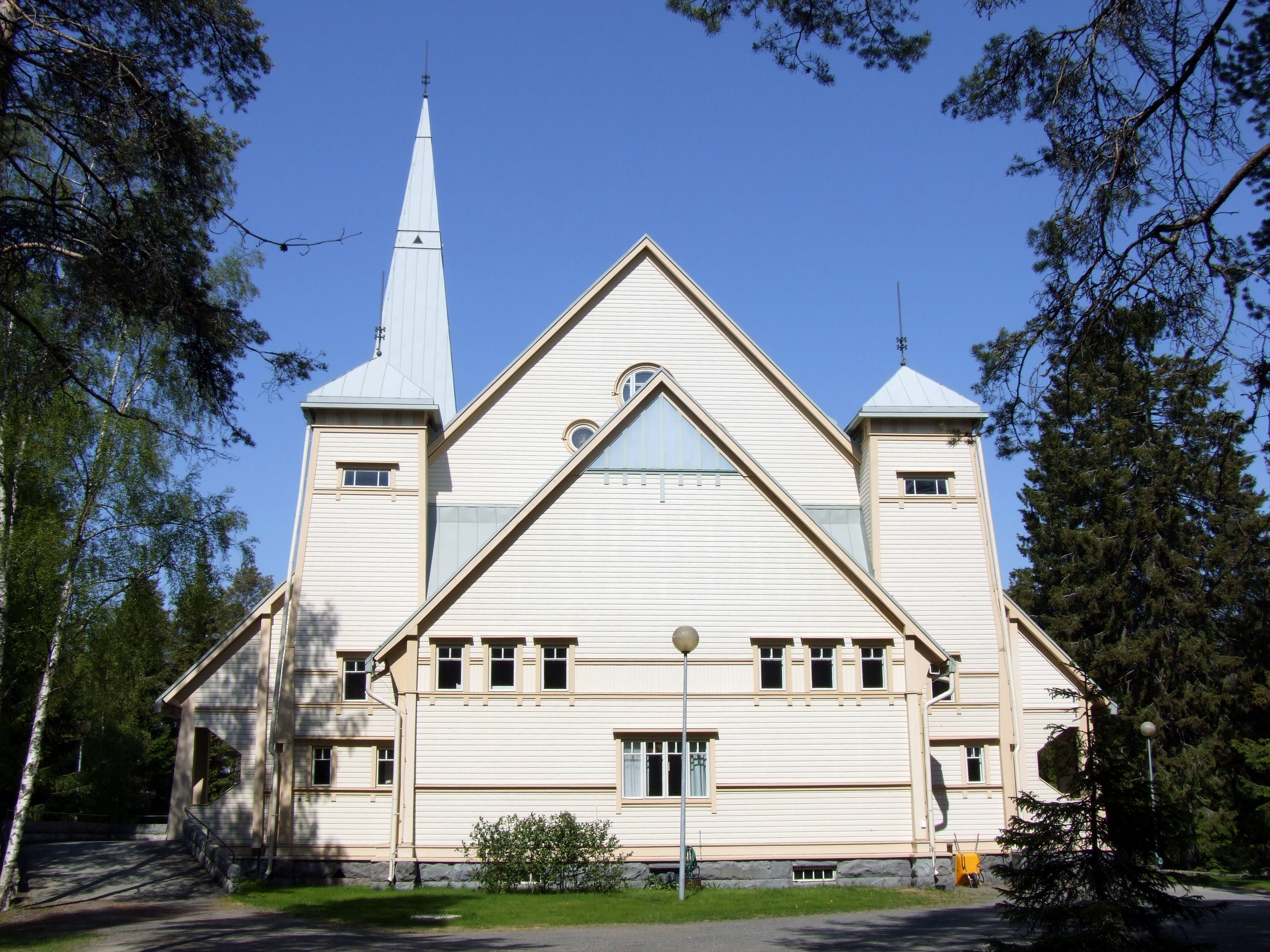
L'église d'Oulujoki.
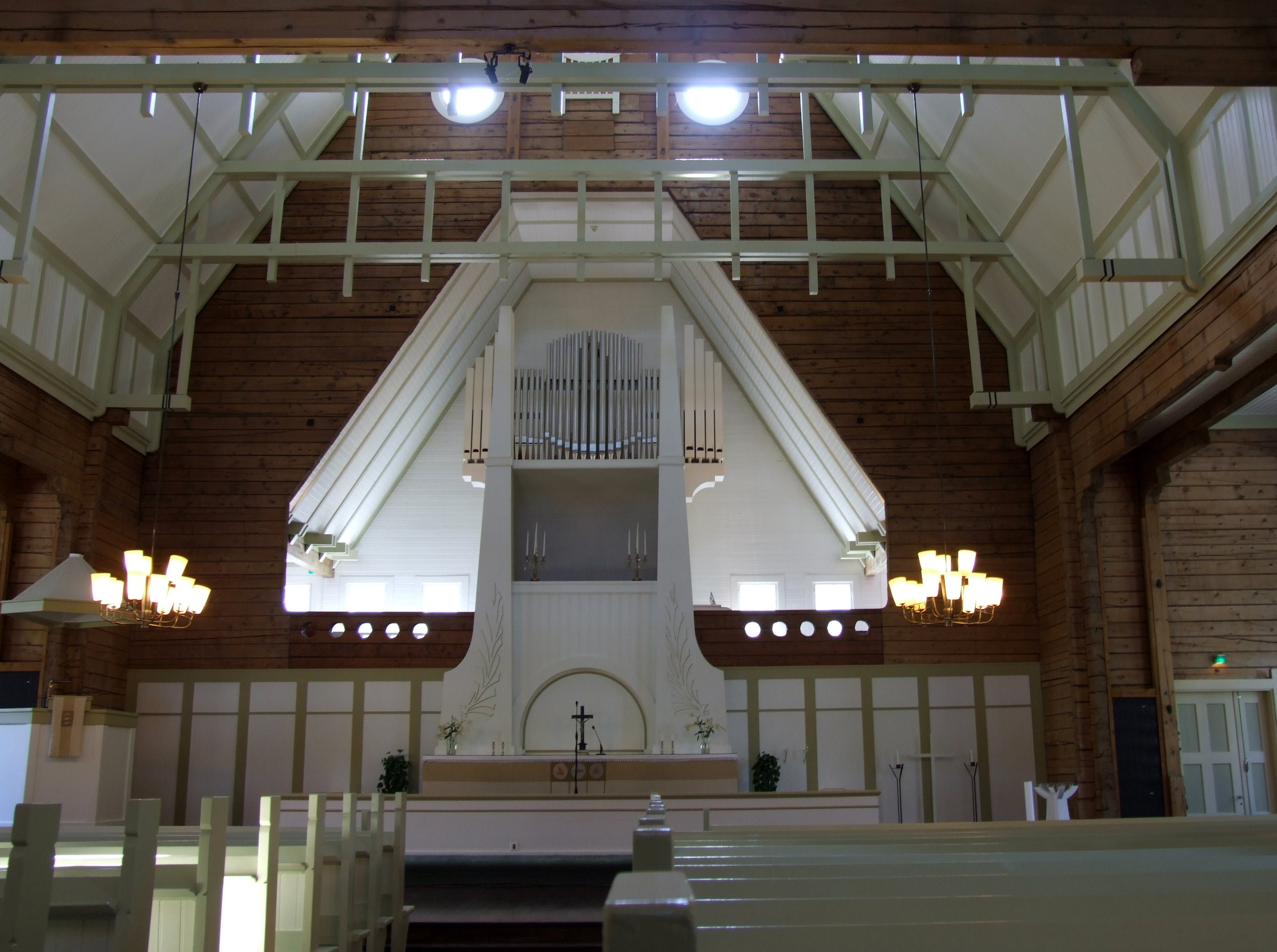
L'intérieur.